# Barzan (Irak)
Koordinaten: 36° 56′ N, 44° 2′ O

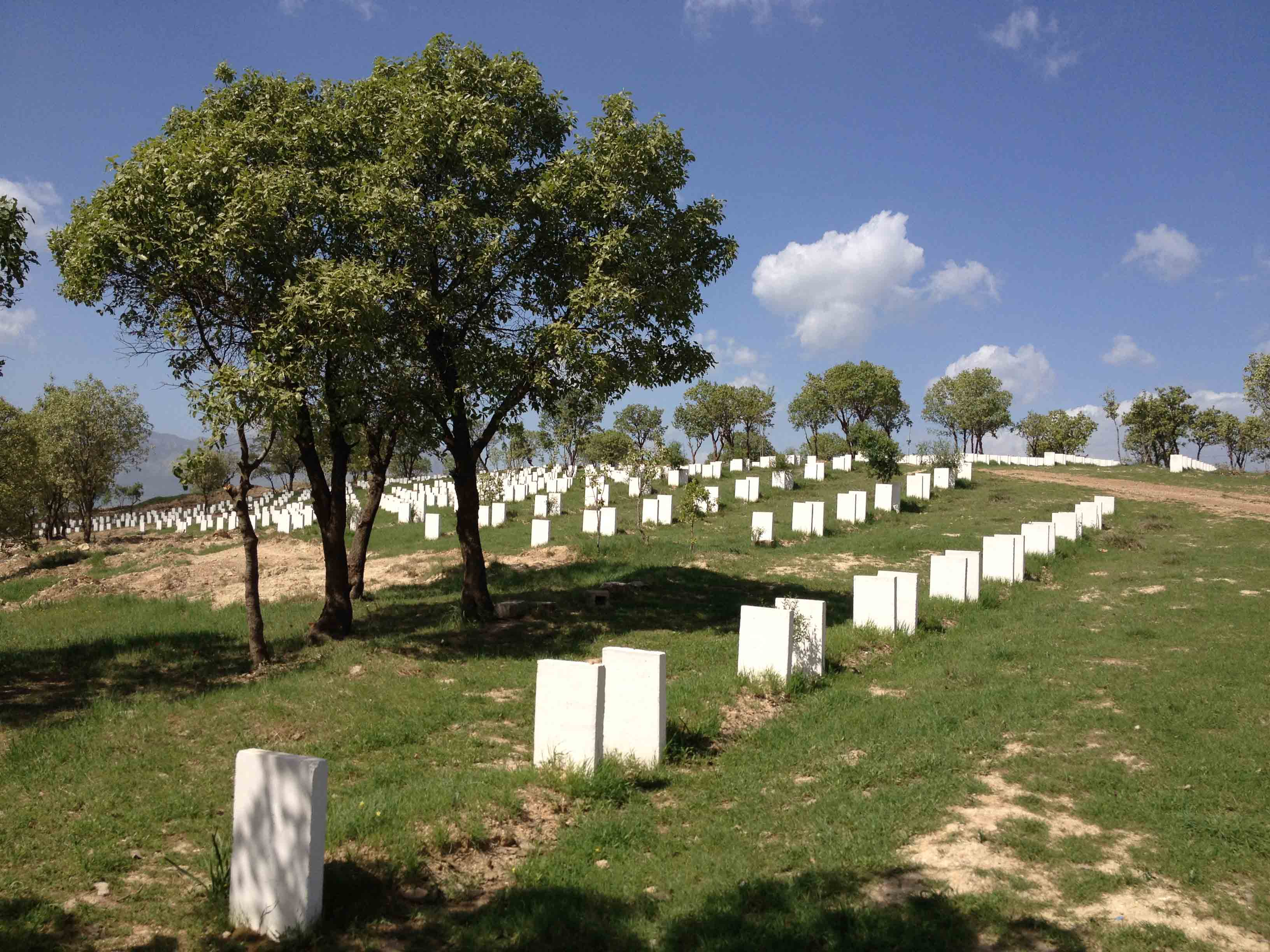
Friedhof bei Barzan

Barzan (kurdisch بارزان) ist ein Dorf in der Autonomen Region Kurdistan im Irak. Es gehört zum Gouvernement Erbil und liegt etwa 20 km von der türkischen Grenze entfernt am Großen Zab auf einer Höhe von etwa 700 m. Der Ort gehört zum Distrikt Mergasor. Die Einwohner des Ortes sind zum größten Teil Kurden.
Barzan ist der Heimatort und Namensgeber des Stammes Barzani, der unter den Kurden des Iraks eine führende Position hat. Barzan wurde einige Male Ziel der Angriffe der irakischen Regierung während der Kämpfe gegen die Kurden. So griff die Luftwaffe 1961 die Gegend an und zerstörte mehrere Dörfer. 1983 deportierte und tötete das irakische Regime 8.000 Mitglieder des Barzani-Stammes aus der Region Barzan.